# Diakonia Śląska

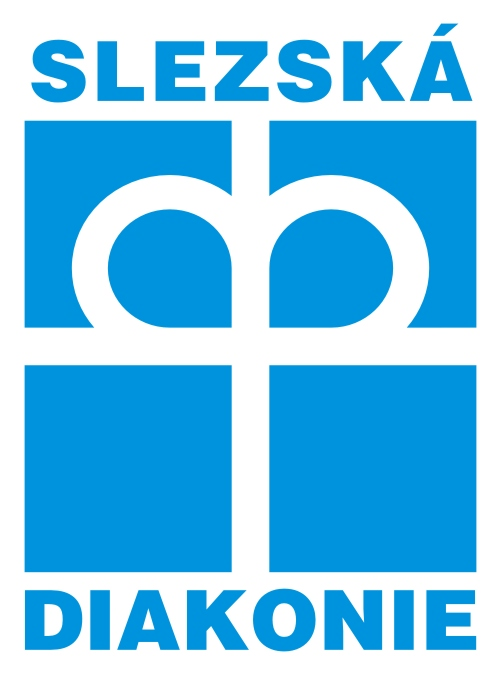
Logo Diakonii Śląskiej

Diakonia Śląska (cs. Slezská diakonie) – organizacja prowadząca służbę diakonijną przy Śląskim Kościele Ewangelickim Augsburskiego Wyznania w Republice Czeskiej. Docelową grupą, do której adresowane są jej działania, są niepełnosprawni, seniorzy, bezdomni i inne osoby znajdujące się w trudnej sytuacji. Posiada status organizacji pożytku publicznego. Jej prezesem jest Zuzana Filipková.

## Historia
W swojej działalności Diakonia Śląska kontynuuje pracę księdza Karola Kulisza, jak również powstałego w 1927 roku, a sięgającego historią okresu przed I wojną światową, Stowarzyszenia Ewangelickich Niewiast, które zajmowało się aktywnością charytatywną i prowadziło domy opieki w Ligotce Kameralnej. Stowarzyszenie zostało rozwiązane wraz z wybuchem II wojny światowej, a praca dobroczynna była kontynuowana przez księdza Władysława Santariusa po nastaniu rządów komunistycznych.
Do zarejestrowania instytucji Diakonia Śląska/Slezská diakonie doszło 27 listopada 1990 roku, jako stowarzyszenia chrześcijańskiego, prowadzącego działalność w ramach Śląskiego Kościoła Ewangelickiego Augsburskiego Wyznania. Jego głównym zadaniem stała się organizacja pomocy nad osobami starszymi, niepełnosprawnymi, samotnymi, czy bezdomnymi. Czyniono starania o odzyskanie upaństwowionych w 1960 roku zakładów opiekuńczych w Ligotce Kameralnej, przy jednoczesnym zakładaniu nowych ośrodków.
Od 1 stycznia 1992 roku Diakonia prowadzi dom opieki dla osób starszych „Betania” w Ligotce Kameralnej, którego budowa została ukończona z pomocą wolontariuszy. Również w tym samym roku działalność rozpoczął Dom Schronienia Chrześcijańskiej Pomocy „Bethel” dla mężczyzn w Karwinie, a także ośrodek dla uchodźców „Hebron” w Cierlicku, zamknięty jednak w 1993 roku, na skutek zmiany polityki w stosunku do uchodźców przez Ministerstwo Spraw Wewnętrznych Czech.
Na początku stycznia 1994 roku uruchomiono ośrodek opieki dziennej dla osób z upośledzeniem umysłowym „Eden” w tymczasowej siedzibie w Dolnym Żukowie, przeniesionej następnie do Czeskiego Cieszyna. Rok później działalność rozpoczęła poradnia dla kobiet będących ofiarami przemocy „Elpis” w Hawierzowie.
Kiedy w 1997 roku kraj nawiedziła powódź, Diakonia Śląska włączyła się w czynną pomoc poszkodowanym.
Rok później, wskutek rozwoju opieki prowadzonej nad osobami dotkniętymi upośledzeniem umysłowym, otwarto ośrodek dla dzieci i młodzieży „Hosanna” w Karwinie-Darkowie oraz zakład opieki dziennej „Benjamín” w Karniowie. Wtedy też rozpoczął działalność ośrodek azylowy „Bethel” w Trzyńcu. Również w 1998 roku powstał ośrodek pracy socjoterapeutycznej „Elim ”w Karpętnej, który z powodów finansowych zamknięto po pięciu miesiącach. Był to czas otwarcia poradni dla ofiar przemocy w Karwinie i ośrodka pomocy rodzinom zastępczym w Hawierzowie. Rok później Diakonia zaczęła obsługę domów opieki dziennej w Czeskim Cieszynie, Karwinie i Boguminie, natomiast w 2000 roku ukończono budowę siedziby warsztatów terapeutycznych w Górnym Żukowie, ośrodka „Salome” w Boguminie, a w miastach Czeski Cieszyn, Trzyniec, Jabłonków i Karwina rozpoczęto usługi pomocy osobistej, obecnie zajmuje się tym ośrodek „Tabita”.
W 2002 roku przeprowadzono kontrole Ministerstwa Pracy i Spraw Socjalnych w ośrodkach prowadzonych przez Diakonię. Działała wtedy też szkoła edukacji specjalnej w Czeskim Cieszynie, a w kolejnym roku centrum dla chorych umysłowo i pracy chronionej „Jordán” w Trzyńcu. W 2004 roku działało sześć noclegowni i domów azylowych, w 2005 roku uruchomiono zakład opieki zastępczej „Noemi” w Hawierzowie, a w latach 2006–2009 działalność pełnił ośrodek opieki „Archa” w Pradze. W 2008 roku otwarto Dom Samotnej Matki w Orłowej.

## Działalność
Diakonia Śląska kieruje swoją działalność do:
- osób niepełnosprawnych ruchowo i upośledzonych umysłowo;
- seniorów;
- dzieci i rodzin w trudnym położeniu życiowym;
- bezdomnych;
- chorych umysłowo;
- rodzin zastępczych.

Prowadzi także szkolenia dla osób zajmujących się pracą w zakresie edukacji specjalnej.
Diakonia prowadzi następujące instytucje opieki i pomocy:
| - dziesięć domów azylowych - osiem ośrodków opieki dziennej - centrum opieki dziennej - pięć domów dla osób niepełnosprawnych - dwa domy seniora - dom dla byłych więźniów, narkomanów i alkoholików - pięć ośrodków mieszkań chronionych - centrum interwencyjne - cztery niskoprogowe domy opieki dla dorosłych oraz cztery dla dzieci i młodzieży - pięć noclegowni - siedem punktów profesjonalnego doradztwa społecznego - sześć centrów opieki wyręczającej | - cztery punkty pomocy osobistej - dwa punkty opieki dziennej - cztery biura pomocy w samodzielnym mieszkaniu - pięć ośrodków wczesnego leczenia - ośrodek aktywizacji społecznej dla osób starszych i niepełnosprawnych - sześć ośrodków aktywizacji społecznej dla osób z dziećmi - sześć miejsc prowadzenia warsztatów terapeutycznych - dziewięć ośrodków rehabilitacji społecznej - siedem biur programów terenowych - punkt pomocy reanimacyjnej - dom specjalny |

## Współpraca
Diakonia Śląska jest koordynatorem programu International Voluntary Year, goszcząc wolontariuszy z dziewiętnastu krajów w 29 centrach oraz wysyła swoich wolontariuszy do 8 krajów Unii Europejskiej. Partnerem w programie jest organizacja Ecumenical Diaconal Year Network. W latach 2014–2016 siedmiu wolontariuszy prowadziło pracę w Tanzanii, jako uczestników programu Dzieci Tanzanii. W 2015 roku jedna wolontariuszka wyjechała do Argentyny.
Diakonia jest członkiem organizacji międzynarodowych takich jak: European Association of service providers for persons with disabilities (Europejskie Stowarzyszenie Dostawców Usług dla Osób z Niepełnosprawnościami), European Association of Urban Missions (Europejskie Stowarzyszenie Misji Miejskich), European Anti-Poverty Network (Europejska Sieć Przeciwko Ubóstwu), Eurodiaconia.